# Route nationale 508b
La route nationale 508b ou RN 508b était une route nationale française reliant Sillingy à Pringy.
À la suite de la réforme de 1972, elle a été déclassée en RD 908b.

## Ancien tracé
- Sillingy
- Épagny
- Metz-Tessy
- Pringy